# Mariano Mastromarino
Mariano Nicolás Mastromarino (ur. 15 września 1982 w Mar del Plata) – argentyński lekkoatleta specjalizujący się w biegach długodystansowych. Medalista mistrzostw Ameryki Południowej oraz igrzysk panamerykańskich i Ameryki Południowej, uczestnik igrzysk olimpijskich i mistrzostw świata.

## Przebieg kariery
W 1999 zdobył tytuł wicemistrza Ameryki Południowej w konkurencji biegu na 3000 m z przeszkodami, rok później obronił to osiągnięcie. W 2001 zaś został złotym medalistą juniorskich mistrzostw zarówno Ameryki Południowej, jak i panamerykańskich (też w konkurencji biegu na 3000 m z przeszkodami). W 2003 zadebiutował w seniorskiej międzynarodowej imprezie lekkoatletycznej, zajmując 5. pozycję w mistrzostwach Ameryki Południowej w Barquisimeto.
W 2005 otrzymał jedyny jak dotąd tytuł mistrza Ameryki Południowej. Na kolejny medal międzynarodowych zmagań czekał aż do 2009 roku, gdy także na mistrzostwach kontynentu zdobył krążek, tym razem brązowy (w konkurencji biegu na 3000 m z przeszkodami). W 2014 wywalczył brązowy medal igrzysk Ameryki Południowej w konkurencji biegu na dystansie 3000 m z przeszkodami, a rok później został brązowym medalistą igrzysk panamerykańskich w konkurencji maratonu.
Uczestniczył w letnich igrzyskach olimpijskich rozgrywanych w Rio de Janeiro, gdzie w konkurencji maratonu uzyskał rezultat czasowy 2:18:44 i zajął 53. pozycję w tabeli wyników. Startował także w lekkoatletycznych mistrzostwach świata w Londynie, gdzie również startował w maratonie, ale nie ukończył go.

## Osiągnięcia
| Rok     | Zawody                                      | Miasto         | Miejsce | Konkurencja                   | Wynik    |
| ------- | ------------------------------------------- | -------------- | ------- | ----------------------------- | -------- |
| 1999    | Mistrzostwa Ameryki Południowej juniorów    | Concepción     | 2.      | bieg na 3000 m z przeszkodami | 9:14,94  |
| 2000    | Mistrzostwa Ameryki Południowej juniorów    | São Leopoldo   | 2.      | bieg na 3000 m z przeszkodami | 9:02,00  |
| 2000    | Mistrzostwa świata juniorów                 | Santiago       | 15. H   | bieg na 3000 m z przeszkodami | 9:25,72  |
| 2001    | Mistrzostwa Ameryki Południowej juniorów    | Santa Fe       | 1.      | bieg na 3000 m z przeszkodami | 8:54,51  |
| 2001    | Mistrzostwa panamerykańskie juniorów        | Santa Fe       | 1.      | bieg na 3000 m z przeszkodami | 9:04,54  |
| 2003    | Mistrzostwa Ameryki Południowej             | Barquisimeto   | 5.      | bieg na 3000 m z przeszkodami | 9:16,79  |
| 2004    | Młodzieżowe mistrzostwa Ameryki Południowej | Barquisimeto   | 1.      | bieg na 3000 m z przeszkodami | 8:54,92  |
| 2004    | Mistrzostwa ibero-amerykańskie              | Huelva         | 7.      | bieg na 3000 m z przeszkodami | 8:47,17  |
| 2005    | Mistrzostwa Ameryki Południowej             | Cali           | 1.      | bieg na 3000 m z przeszkodami | 9:02,89  |
| 2006    | Mistrzostwa ibero-amerykańskie              | Ponce          | 6.      | bieg na 3000 m z przeszkodami | 8:54,92  |
| 2006    | Mistrzostwa Ameryki Południowej             | Tunja          | 6.      | bieg na 3000 m z przeszkodami | 9:44,62  |
| 2007    | Mistrzostwa Ameryki Południowej             | São Paulo      | 6.      | bieg na 3000 m z przeszkodami | 9:10,72  |
| 2008    | Mistrzostwa ibero-amerykańskie              | Iquique        | 6.      | bieg na 3000 m z przeszkodami | 8:59,26  |
| 2009    | Mistrzostwa Ameryki Południowej             | Lima           | 3.      | bieg na 3000 m z przeszkodami | 8:51,48  |
| 2010    | Mistrzostwa ibero-amerykańskie              | San Fernando   | 9.      | bieg na 3000 m                | 8:38,62  |
| 2011    | Mistrzostwa Ameryki Południowej             | Buenos Aires   | 3.      | bieg na 3000 m z przeszkodami | 8:38,91  |
| 2011    | Igrzyska panamerykańskie                    | Guadalajara    | 10.     | bieg na 3000 m z przeszkodami | 9:09,42  |
| 2012    | Mistrzostwa ibero-amerykańskie              | Barquisimeto   | 4.      | bieg na 3000 m z przeszkodami | 8:59,20  |
| 2014    | Igrzyska Ameryki Południowej                | Santiago       | 3.      | bieg na 3000 m z przeszkodami | 8:48,11  |
| 2015    | Igrzyska panamerykańskie                    | Toronto        | 3.      | maraton                       | 2:17:45  |
| 2016    | Mistrzostwa świata w półmaratonie           | Cardiff        | 33.     | półmaraton                    | 1:04:35  |
| 2016    | Letnie igrzyska olimpijskie                 | Rio de Janeiro | 53.     | maraton                       | 2:18:44  |
| 2017    | Mistrzostwa Ameryki Południowej             | Asunción       | 4.      | bieg na 5000 m                | 14:25,06 |
| 2017    | Mistrzostwa Ameryki Południowej             | Asunción       | DNF     | bieg na 10 000 m              | N/A      |
| 2017    | Mistrzostwa świata                          | Londyn         | DNF     | maraton                       | N/A      |
| 2018    | Mistrzostwa świata w półmaratonie           | Walencja       | 86.     | półmaraton                    | 1:05:03  |
| 2019    | Igrzyska panamerykańskie                    | Lima           | 13.     | maraton                       | 2:20:15  |
| Źródło: |                                             |                |         |                               |          |

## Rekordy życiowe
- bieg na 3000 m – 8:17,11 (18 kwietnia 2004, Montevideo)
- bieg na 5000 m – 14:23,44 (6 kwietnia 2014, San Carlos)
- bieg na 10 000 m – 29:34,57 (25 marca 2015, Buenos Aires)
- bieg na 3000 m z przeszkodami – 8:36,75 (2 czerwca 2012, Buenos Aires)
- chód na 10 km – 29:40 (22 listopada 2014, Montevideo)
- półmaraton – 1:04:25 (26 sierpnia 2018, Buenos Aires)
- maraton – 2:15:27 (10 kwietnia 2016, Rotterdam)

Źródło: 